# Курочкин, Антон
Антон Курочкин (швед. Anton Kurochkin; род. 20 июля 2003, Тролльхеттан, Вестра-Гёталанд) — шведский футболист, полузащитник шведской «Броммапойкарны».

## Клубная карьера
Начал заниматься футболом в «Скофтебюне» из своего родного города. В 12-летнем возрасте перебрался в юношескую команду «Гётеборга». В 2021 году был вынужден пропустить продолжительное время из-за ряда травм и обнаруженной опухоль голени, в связи с чем пришлось провести операцию. В январе 2023 года подписал с клубом свой первый контракт, рассчитанный до конца года.
В августе 2023 года на правах аренды до конца сезона отправился в «Варберг». В его составе 16 сентября в игре с «Сириусом» дебютировал в чемпионате Швеции, заменив на 79-й минуте Мадса Борхерса. В общей сложности провёл за клуб 7 матчей. По окончании аренды у Курочкина завершился контракт с «Гётеборгом», в результате чего он на правах свободного агента подписал с «Варбергом» полноценный контракт, рассчитанный на два года.
В декабре 2024 года подписал контракт с шведским «Броммапойкарна». Он дебютировал за клуб в групповом этапе Кубка Швеции, в матче против «Браге» 16 февраля 2025 года, заменив на 18-й минуте игры Эванса Ботчуэя.

## Клубная статистика
| Выступление      | Выступление      | Выступление      | Лига | Лига | Кубки | Кубки | Конт. кубки | Конт. кубки | Итого | Итого |
| Клуб             | Лига             | Сезон            | Игры | Голы | Игры  | Голы  | Игры        | Голы        | Игры  | Голы  |
| ---------------- | ---------------- | ---------------- | ---- | ---- | ----- | ----- | ----------- | ----------- | ----- | ----- |
| → Варберг        | Алльсвенскан     | 2023             | 7    | 0    | 0     | 0     | 0           | 0           | 7     | 0     |
| → Варберг        | Итого            | Итого            | 7    | 0    | 0     | 0     | 0           | 0           | 7     | 0     |
| Всего за карьеру | Всего за карьеру | Всего за карьеру | 7    | 0    | 0     | 0     | 0           | 0           | 7     | 0     |